# Escut de Sant Martí Vell
L'escut oficial de Sant Martí Vell té el següent blasonament:
Escut caironat: de sinople, un bàcul de bisbe d'or, en banda, per damunt d'una espasa d'argent guarnida d'or, en barra. Per timbre, una corona de poble.

## Història
Va ser aprovat el 12 de gener del 2010 i publicat al DOGC núm. 5555 del 28 de gener del mateix any; l'expedient d'adopció de l'escut municipal havia estat iniciat per l'Ajuntament el 27 de març del 2008 i va ser aprovat pel Ple el 17 de setembre del 2009.
El bàcul i l'espasa són els atributs –com a bisbe de Tours i antic soldat de l'exèrcit romà– de sant Martí, patró del poble.